# Präsidentschaftswahl in Finnland 1931

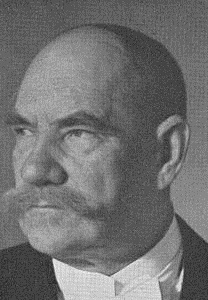
Pehr Evind Svinhufvud

Die Präsidentschaftswahl in Finnland 1931 war die dritte Wahl um das Präsidentenamt in Finnland.
Pehr Evind Svinhufvud von der konservativen Nationalen Sammlungspartei setzte sich im dritten Wahlgang knapp gegen Kaarlo Juho Ståhlberg, der bislang als Präsident amtierte, durch.

## Wahlen zum Wahlmännerausschuss
Die Wahlen zum Wahlmännerausschuss fanden am 15. und 16. Januar 1931 statt.
| Sozialdemokratische Partei Finnlands Suomen Sosialidemokraattinen Puolue (SDP) Finlands Socialdemokratiska Parti | 30,18 | 252 550 | 90  |
| Nationale Sammlungspartei Kansallinen Kokoomuspuolue Samlingspartiet                                             | 21,56 | 180 378 | 64  |
| Landbund Maalaisliitto (ML) Agrarförbundet                                                                       | 20,03 | 167 574 | 69  |
| Nationale Fortschrittspartei Kansallinen Edistyspuolue Framstegspartiet                                          | 17,74 | 148 430 | 50  |
| Schwedische Volkspartei Ruotsalainen Kansanpuolue (RKP) Svenska Folkpartiet (SFP)                                | 9,01  | 75 382  | 25  |
| Kleinbauernpartei Finnlands Suomen Pienviljelijäin Puolue (SPP)                                                  | 1,41  | 11 772  | 2   |
| |       |         |     |
| andere | 0,08  | 672     |     |
| |       |         |     |
| Gesamt | 100   | 836 758 | 300 |

Die Wahlbeteiligung lag bei 47,3 %.

## Wahlergebnis
| Nationale Sammlungspartei Kansallinen Kokoomuspuolue Samlingspartiet                                             | 64  | Pehr Evind Svinhufvud | 88  | 98  | 151 |
| Nationale Fortschrittspartei Kansallinen Edistyspuolue Framstegspartiet                                          | 50  | Kaarlo Juho Ståhlberg | 58  | 149 | 149 |
| Landbund Maalaisliitto (ML) Agrarförbundet                                                                       | 69  | Kyösti Kallio         | 64  | 53  | -   |
| Sozialdemokratische Partei Finnlands Suomen Sosialidemokraattinen Puolue (SDP) Finlands Socialdemokratiska Parti | 90  | Väinö Tanner          | 90  | -   | -   |
| Schwedische Volkspartei Ruotsalainen Kansanpuolue (RKP) Svenska Folkpartiet (SFP)                                | 25  | kein Kandidat         | -   | -   | -   |
| Kleinbauernpartei Finnlands Suomen Pienviljelijäin Puolue (SPP)                                                  | 2   | kein Kandidat         | -   | -   | -   |
| |     |                       |     |     |     |
| Gesamt | 300 |                       | 300 | 300 | 300 |